# فيلق الجيش التاسع والعشرون (الفيرماخت)
فيلق الجيش التاسع والعشرون (بالألمانية: XXIX. Armeekorps)‏ كان فيلق مشاة للجيش الألماني خلال الحرب العالمية الثانية، نشط من عام 1940 إلى عام 1945.

## التاريخ العملياتي
تم تشكيل الفيلق في 20 مايو 1940 في Wehrkreis IV في ناومبورغ، والتي تم تغييرها إلى باوتسن في 8 يونيو. كانت في البداية جزءًا من محمية القيادة العليا للجيوش الألمانية، وأصبحت جزءًا من المجموعة التاسعة للجيوش أ في شمال فرنسا بحلول يوليو. انتقل إلى الجيش السابع عشر للجيش امجموعة الجيوش ب في الحكومة العامة خلال مارس وأبريل 1941 استعدادًا لعملية بربروسا، الغزو الألماني للاتحاد السوفيتي. تم نقل الفيلق إلى الجيش السادس في مايو. 

## قادة الفيلق
- من 20 مايو 1940 - جنرال المشاة هانز فون أوبستفيلدر
- من 21 مايو 1943 - جنرال دبابات إريك براندنبرجر
- من 2 يوليو 1944 - الجنرال المدفعي أنطون ريشارد فون ماوتشنهايم جينشت Bechtolsheim
- من 1 سبتمبر 1944 - جنرال المشاة كورت روبيك